# Olševek
Olševek je naselje v Občini Šenčur.
Nad ježo razpotegnjena gručasta vas med Velesovim in Tupaličami je zaradi nekoliko vzpete lege vidna že od daleč. Umaknjena je na severno obrobje Kranjskega polja, ob jugozahodno vznožje krvavškega predgorja (Štefanja gora, 748 m). Na severu se vasi dotika potok Olševnica, ki se nato oddalji proti zahodu in pri Srednji vasi pri Šenčurju ponikne v produ.
V vasi je štiriletna podružnična osnovna šola, cerkev, župnijski urad, trije pevski zbori, dramska skupina, gasilsko društvo in športno društvo.
Ime vasi naj bi po nekaterih teorijah izviralo iz Olša (koroško ime za jelšo), po drugih pa iz viševa, viš (vas ima nekoliko vzpeto lego), od koder naj bi se razvilo prvotno ime Viševek. V nemški obliki se kraj navaja kot Olswik ali Olschevek.

## Zgodovina
Kraj se prvič omenja že leta 1154. Na Olševku so imeli svoj sedež in dvor vitezi, v 13. stoletju se omenjajo kosezi, pripadniki staroslovanskega priviligiranega stanu. To so bili svobodnjaki Martin, Primož in Dimš.
Nad Olševkom se vzpenja hrib Straža, kjer so v času turških vpadov, vaščani v opozorilo, da prihajajo Turki, zakurili ogenj in s tem opozorili okoliške vasi na nevarnost. V začetku junija 1471 so Turki porušili samostan v Velesovem, vrnili so se leta 1473. Arheološka odkritja na Straži pričajo o zelo stari naselbini, verjetno najstarejši na tem območju.
Nekdanja srednjeveška cerkvena stavba sv. Mihaela, ki se prvič omenja leta 1333, je bila leta 1791 prezidana (po vzoru šenčurske in nekoliko spominja na rimski angelski grad) v baročnem slogu in obogatena z baročno opremo, od prvotne cerkve pa se je ohranil zvonik. V cerkvi je vzidan zanimiv kropilni kamen, izdelan iz glave poganskega malika (v bližnjem gozdu naj bi nekoč stal poganski tempelj).
Med drugo svetovno vojno je bilo v vasi 60 hiš in 200 prebivalcev, predvsem kmetje in delavsko-kmečke družine. Nemški okupator je v vasi ukinil kulturno-prosvetno društvo in slovensko šolo. Slovenske učitelje so upokojili ali izselili, namestili pa so tri nemške učitelje in uvedli pouk v nemškem jeziku. Vas so preimenovali v Olschevek. Nemci so imeli v vasi postojanko z opazovalnim stolpom, od koder so nadzorovali okolico. V okolici vasi so se pogosto zadrževali partizani, kurirji in VOS, ki so se v vasi oskrbovali z živežem in informacijami. Zaradi širokega razmaha narodnoosvobodilnega gibanja so Nemci s pomočjo domobrancev izvedli več akcij, v katerih je bilo precej civilnih žrtev.
Vaška zanimivost je tudi 500 let stara zidana Vrbančkova hiša.

## Znane osebnosti

### Joža Štempihar
Tako kot imajo Notranjci svojega Martina Krpana, rojaki ob Kolpi in Čabranki svojega Petra Klepca, Istrani svojega Velega Joža, imajo Gorenjci svojega Štempiharja. Pisatelj in pesnik Matija Valjavec je o njem napisal mimično pripovedko. Bil je strašansko močan možak, ki je pred davnimi časi domoval na Olševku in se junačil po vsej širni ravnini pod gorami. Glas o njegovi čudežni moči je šel po vsej deželi. Za Štempiharja je bilo znano, da je rad pomagal ljudem, posebno rad pa je imel otroke. Štempiharja ljudje niso poznali samo po njegovi moči in dobroti. Bil je tudi znan tihotapec soli in tobaka, zato je imel veliko denarja in se ga je kar rad napil. To je bilo zanj tudi usodno, saj ga je v pijanosti nekdo izmed izzivalcev udaril po glavi z velikim kosom železa in Štempihar je umrl. Ta resnična zgodba naj bi bila tudi osnova Levstikovemu Martinu Krpanu.

### Ciril Pregelj
Rodil se je na Olševku, 24. februarja 1887. Bil je sin učitelja in organista, vendar je kmalu osirotel. Učiteljišče je končal leta 1908 v Mariboru. Postal je skladatelj in glasbeni učitelj. Ob nemški okupaciji se je preselil v Gradec. Glasbeno se je izpopolnjeval na Dunajski akademiji za glasbo in umetnost. Sodeloval je s skladateljem Slavkom Ostercem, ukvarjal se je z zborovodstvom, dirigiranjem, bil je glasbeni pisatelj in predavatelj. Komponiral je krajše orkestralne in plesne kompozicije, klavirska dela za mladino, odrsko glasbo za igre, zborovsko glasbo, samospeve, mladinske pesmi in narodne napeve. Umrl je v Izoli, 1. junija 1966.

### Stanko Repe
Rodil se je 29. decembra 1898 na Olševku. Bil je znan letalec, pedagog in psiholog, kasneje pa se je posvetil samo letalstvu. Bil je konstruktor športnih letal, graditelj letališč, organizator letalskega prometa med Ljubljano in Beogradom ter med Ljubljano in Dunajem. Njegovo največje delo je bilo organiziranje letalskih šol za pilote in vodnike jadralnih letal.

### Ivan Kozelj
Rodil se je 25. decembra 1896 na Olševku. Postal je jezuit in doktor filozofskih ved. Na teološki fakulteti v Zagrebu je poučeval sholastično filozofijo. Zaslovel je po številnih filozofskih objavah v revijah. 31. avgusta 1975 je na Olševku obhajal zlato mašo. Umrl je leta 1982 v Zagrebu.

## Pevski zbori
V vasi je že dolgoletna pevska tradicija, ki je vezana predvsem na cerkveno bogoslužje. Umetnost cerkvenega petja v vasi gojijo že od časov pred prvo svetovno vojno. Po drugi svetovni vojni je cerkveni pevski zbor vodil krojač France Naglič, kasneje samouk Jakob Naglič, za njim pa njegov sin Stanko Naglič. Na željo novega župnika Jožefa Zalokarja je v cerkvi prevladalo ljudsko petje in to je na zborovskem področju povzročilo določen zastoj. Že leta 1972 pa je zbor ponovno zaživel pod vodstvom Draga Škerjanca (ki je sodeloval že leta 1960 pri pripravi biserne maše gospoda Karla Gnidovca) in pod njegovim vodstvom je mešani zbor deloval do leta 1980. Že leta 1979 je na Olševku zaživel otroški pevski zbor pod vodstvom Branke Jeretina, ki je leta 1982 prevzela tudi mešani pevski zbor. Otroški zbor je prerasel v mladinski zbor, ki sta ga leta 1986 prevzeli mladi organistki Mojca Rozman in Francka Šenk. Naslednje leto sta iz tega zbora nastala dva: otroški pod vodstvom Mojce Rozman in dekliški pod vodstvom Francke Šenk. Od takrat na Olševku vzporedno delujejo trije pevski zbori:
- mešani zbor (danes Cerkveni mešani pevski zbor Sveti Mihael),
- otroški (danes Cerkveni otroški pevski zbor Mladi upi) in
- mladinski (najprej dekliški, danes Cerkveni mešani pevski zbor Katrca).

Dve leti, 1991 in 1992, je prepeval tudi deški zbor.
Leta 1995 je bilo ustanovljeno krovno Glasbeno društvo Sveti Mihael in v okviru tega društva delujejo mešani pevski zbor Sveti Mihael (zborovodkinja Mojca Gabrijel, roj. Rozman), otroški pevski zbor Mladi upi (zborovodkinja Mojca Osterman) in dramska skupina (mentorica Marija Sajevic). Leta 2005 je v okviru tega glasbenega društva deloval tudi mešani pevski zbor Katrca (pod vodstvom Alenke Kern, roj. Kuhar), ki pa je danes organiziran kot ločeno pevsko društvo.
Pri petju in drugih kulturnih aktivnostih ne sodelujejo samo domačini, ampak tudi pevci iz sosednjih vasi - Hotemaž, Luž in Visokega. Zbori se redno udeležujejo občinskih in območnih pevskih prireditev, poleg tega pa pogosto gostujejo tudi po drugih krajih znotraj in izven Slovenije. Predvsem pa z navdušenjem skrbijo za pestro kulturno dogajanje v vasi, župniji in občini.

## Gospodarska dejavnost
Domačini so že od nekdaj zelo podjetni. Poleg tradicionalne kmetijske dejavnosti se ukvarjajo še z mlekarstvom, čebelarstvom, orodjarstvom, kmečkim turizmom, avtomehaniko…
Pr' Kuharju se ukvarjajo s predelavo mleka iz okoliških kmetij. Na prireditvi Dobrote slovenskih kmetij 2007 so prejeli zlato priznanje za svoj navadni jogurt in za jagodov sadni jogurt.
Pr' Sitarju se ukvarjajo s čebelarstvom. Imajo 80 družin kranjske sivke. Pridelujejo med, matični mleček, cvetni prah, med plus.
Pr' Mengarju nudijo prenočišča z zajtrkom. Za ogled je zanimiva tudi zbirka starih orodij, ki je ob gospodarskem poslopju.
V vasi ima sedež tudi Založba Narava.